# Харолд Демсец
Харолд Демсец (на английски: Harold Demsetz) е американски икономист от Чикагската школа.

## Биография
Роден е на 31 май 1930 година в Чикаго. Получава бакалавърска степен по икономика в Илинойския университет (1953) и магистърска (1954) и докторска степен (1959) в Северозападния университет. Преподава в Мичиганския университет (1958-1960), Калифорнийския университет - Лос Анджелис (1960-1963, 1971-1995) и Чикагския университет. Един от пионерите на новата институционална икономика, Демсец има значителни приноси в области, като икономическа теория на правата на собственост, теория на фирмата, антимонополно законодателство.
1. 1 2  CV.   Посетен на 3 юли 2024 г.